# 辩证唯物主义
辩证唯物主义（德語：Dialektischer Materialismus），是以卡尔·马克思和弗里德里希·恩格斯的著作为基础在欧洲发展起来的一门科学哲学、历史哲学和自然哲学。
马克思主义辩证法强调物质的重要性及物质内部矛盾的存在，其包含但不限于阶级、劳动和社會經濟學及相关理论的结合。马克思主义辩证法与唯心主义的黑格尔辩证法有一定不同，后者强调观察物质现象中的矛盾，并通过分析这些矛盾，在保留其本质的基础上找出一套解决方案。马克思主义辩证法则认为，为解决上述矛盾现象，最有效的办法则是重新安排导致问题的根源，即社会组织系统。
辩证唯物主义接受自然界的演进和演进过程中出现的新物质。兹比格涅夫·约尔丹指出“恩格斯不断利用形而上学的洞察力，即更高层次的存在自低层次中出现并植根于低层次；而更高层次构成了一个新的存在秩序，其不可约化的规律；以及这个存在的过程演进的过程受发展规律的支配，这些规律反映了‘整体运动的物质’的基本特性”。
约瑟夫·斯大林在1930年代提出的苏联版辩证唯物主义和历史唯物主义（如斯大林的《论辩证唯物主义和历史唯物主义》）成为苏联教育中的官方解释，而其他对辩证唯物主义的解释和概念存在于世界各地，如毛泽东的《矛盾论》。

## 词源
马克思和恩格斯在著作中从未使用过“辩证唯物主义”一词。这个词于1887年由社会主义者约瑟夫·狄慈根所创造，他在德意志1848年革命期间和失败之后曾长期与马克思交流。哲学家卡爾·考茨基于1887年撰写的《弗里德里希·恩格斯》中同样轻描淡写地提了“辩证唯物主义”一词。马克思本人曾谈到过“历史的唯物主义概念”，后来恩格斯将其称为“历史唯物主义”。恩格斯在1883年的《自然辩证法》一书中进一步解释了“唯物主义辩证法”一词的内涵。俄国马克思主义之父格奥尔基·普列汉诺夫在1891年的一部关于黑格尔和马克思的著作中第一次将“辩证唯物主义”作为一个专门的哲学术语使用。斯大林进一步阐明并定义了辩证唯物主义和历史唯物主义，认为这是马克思列宁主义党的世界观，是其研究自然界现象、社会及其历史的方法。

## 历史背景
黑格爾認為，世界歷史的進程由心靈「正、反、合」的「對反、重複、超越」原則支配，這是辩证法；費爾巴哈則提出「唯物質才是真實」的世界觀，这是唯物主义。馬克思结合黑格爾、費爾巴哈的學說而創造出「辯證唯物主義」。马克思主义哲学认为辯證唯物主義是关于自然、社会和思维的最一般规律的科学。
马克思和恩格斯都是受哲学家黑格尔启发的知识分子群体青年黑格尔派的成员。马克思的博士论文《德謨克利特的自然哲學和伊比鳩魯的自然哲學之區別》关注伊壁鸠鲁和德谟克利特的原子論，这被认为是唯物主义哲学的基础。同时，马克思也熟悉卢克莱修的偏斜理论。
马克思和恩格斯都得出结论，黑格尔哲学，至少按照他们以前的同行的解释，过于抽象，且在试图解释德国、法国和英国等近代工业化国家的社会不公时被滥用，据称在19世纪40年代初，这种情况越来越令人担忧。
当时传统的黑格尔辩证法强调了人类的经验取决于心灵的感知的唯心主義的观点。而与之相反，马克思发展了马克思主义辩证法，强调了具体的世界形成社会经济互动，而这些互动又决定了社会政治现实的唯物主义的观点。
一些黑格尔主义者将社会弊病归咎于宗教异化（与传统的宗教舒适性疏远），而马克思和恩格斯则认为，经济和政治自主權的异化，加上剝削和贫困，才是真正的罪魁祸首。
按照辩证法的思想，马克思和恩格斯因此创造了一种替代理论，不仅说明世界为什么是这样的，而且说明人们应该采取哪些行动来使世界成为它应该成为的样子。在《关于费尔巴哈的提纲》（1845年）中，马克思写道：“哲学家们只是用不同的方式解释世界，而问题在于改造世界”。因此，辩证唯物主义与马克思和恩格斯的历史唯物主义密切相关（有时被视为它的同义词）。马克思反对“正题、反题、合题”式的语言。
辩证唯物主义是更广泛的唯物主义主题的一个方面，它主张物质世界的首要地位：简而言之，物质先于思想。唯物主义是一种现实主义的科学哲学，它认为世界是物质的；宇宙中的所有现象都由“运动中的物质”组成，其中所有事物都是相互依存和相互联系的，并按照自然规律发展；世界存在于我们之外，独立于我们对它的感知；思想是物质世界在大脑中的反映，世界“原则上”是可知的。
马克思批评古典唯物主义是另一种唯心主义哲学——因为它对物质背景的理解是跨历史的。年轻的黑格尔主义者路德维希-费尔巴哈拒绝了黑格尔的唯心主义哲学，主张唯物主义。尽管受到费尔巴哈的强烈影响，但马克思拒绝了费尔巴哈版本的唯物主义（人类学的唯物主义），认为其自相矛盾。恩格斯的著作，特别是《反杜林论》（1878）和《自然辩证法》（1875-82），是辩证唯物主义主要学说的来源。

## 马克思的辩证法
辩证唯物主义的概念产生于马克思在其巨著《资本论》第二版序言中的叙述。在该部分中，马克思称他打算使用修正形式的黑格尔辩证法。他具体在序言中称：“愤懑的、自负的、平庸的、今天在德国知识界发号施令的模仿者们[……]把他当作一条‘死狗’了。因此，我要公开承认我是这位大思想家的学生”。马克思认为黑格尔是“第一个全面地有意识地叙述了辩证法的一般运动形式”的人。但他随后批评黑格尔发现的辩证法是颠倒的：“在他那里，辩证法是倒立着的。必须把它倒过来，以便发现神秘外壳中的合理内核”。
马克思对黑格尔的批评断言，黑格尔的辩证法由于涉及思想、涉及人类的心智而误入歧途。马克思具体阐释道，黑格尔的辩证法不适当地涉及了“思维过程”且过度涉及“观念”这一概念。黑格尔的思想因此有时候被称为辨证唯心主义，并且黑格尔本人也可被算作德国唯心主义哲学家的一员。相反，马克思认为，辩证法不应该处理思想的精神世界，而应该处理“物质的东西”，即生产和其他经济活动。对马克思来说，矛盾可以通过改变社会世界的斗争来解决。这对于马克思的哲学观是一个非常重要的观念转变，因为这使他能够把辩证法从哲学的背景板中移出，进入基于物质世界的社会关系的研究之中。
对马克思而言，人类历史并非有序的先验模式的体现。他明确拒绝了黑格尔追随者的历史可以被理解为“特殊的个性，即形而上学的主体，而现实的人类个体反倒仅仅变成了这一形而上学的主体的体现者”的想法。马克思认为为解释历史而将以前的社会形态以某种方式把自己的目标对准了现在的状态的做法是“否认世世代代不断改变前代所获得的成果的历史运动”。马克思对这种目的論的拒绝是他热情地但非完全不加批判地接受查尔斯·达尔文的自然选择理论的一个原因。

## 恩格斯的辩证法
恩格斯通过阅读黑格尔的《逻辑学》，提出了辩证法的三个规律，并把它们作为唯物主义辩证法，在其著作《自然辩证法》中阐明了这些规律：
1. 对立面的统一和冲突的规律
2. 量变到质变的规律
3. 否定之否定的规律

第一条定律起源于古代爱奥尼亚哲学家赫拉克利特，可以通过以下例子来阐明：
例如，在生物进化中，新的生命形式的形成正是通过遗传性和变异性中对立面的统一和斗争而发生。在物理过程中，光的性质恰恰是通过对立面的统一和斗争来解释的，例如，表现为粒子和波的特性；此外，这也为物理科学中的 "观念剧 "扫清了道路，通过粒子论和波论的对立和综合成为科学进步的特征。商品资本主义世界中对立统一和斗争的最基本表现是使用价值和价值的表现；资本主义中最尖锐的对立是工人阶级和资产阶级。——《苏联大百科全书》（1979年），对立面的统一与斗争– 网页链接
黑格尔和弗拉基米尔·列宁都把第一定律看作是对事物辩证理解的核心特征：
正是在这里所理解的这种辩证法中，也就是在对立面的统一中，或在反面的正面中把握对立面，推测性思维才得以存在。这是辩证法的最重要方面。——黑格尔，《逻辑学》，第69节，（米勒版第56页）
单一整体的分裂和对其矛盾部分的认识是辩证法的本质（"本质 "之一，如果不是主要的，也是主要的特征或特点之一）。这也正是黑格尔对这个问题的看法。——《列宁文集》第38卷，第359页：关于辩证法的问题。

黑格尔从古希腊哲学家那里得到了第二条定律，特别是连锁悖论，以及亚里士多德的解释，它被等同于科学家所说的相变。 它可以追溯到古代爱奥尼亚哲学家，特别是阿那克西美尼，亚里士多德、黑格尔和恩格斯从他那里继承了这个概念。 他们拿水的相变作为主要的示例之一。还有人努力将这一机制应用于社会现象，即人口增长导致社会结构的变化。量变到质变的规律也可以适用于社会变迁和阶级斗争的过程。 第三条定律，即 "否定之否定"，起源于黑格尔。虽然黑格尔创造了 "否定之否定 "一词，但它的名气来自于马克思在《资本论》中对它的使用。马克思在其中写道：
"资本主义私有财产的（死亡）钟声敲响。剥夺者被剥夺了。资本主义的占有方式，即资本主义生产方式的结果，产生了资本主义私有财产。这是对个人私有财产的第一次否定......但是，资本主义生产以自然法则的不可抗拒性，产生了它自己的否定。它（这种新的否定）是对否定的否定"。
兹比格涅夫·A·乔丹指出，"恩格斯不断利用形而上学的洞察力，即较高层次的存在是从较低层次的存在中产生并植根于较低层次的存在；较高层次的存在构成了一种新的存在秩序，有其不可复制的规律；这种进化进步的过程受发展规律的支配，这些规律反映了'整体上看，物质是在不断运动中的'的基本属性。"

## 列宁的贡献
1914年读完黑格尔的《逻辑学》后，列宁做了一些简短的笔记，概述了逻辑的三个“要素”。它们分别是：
1. 从自身出发确定概念（事物本身必须在其关系和发展中加以考虑）；
2. 事物本身的矛盾性（自身的另一面），每个现象中的矛盾力量和倾向；
3. 分析与综合的结合。

列宁在进一步的一系列说明中发展了这些内容，似乎认为“量变到质变，反之亦然”是对立面的统一和对立的一个例子，暂且表述为“不仅是对立面的统一，而且是每一个决定、质量、特征、侧面、属性向每一个其他的过渡（向其反面过渡？）”
列宁在《论辩证法问题》一文中指出：“发展是对立面的‘斗争’”。他说：“对立面的统一（重合、同一、同等作用）是有条件的、暂时的、过渡的、相对的。相互排斥的对立面的斗争是绝对的，就像发展和运动是绝对的一样”。
在《唯物主义和经验批判主义》（1908）中，列宁将辩证唯物主义解释为三个坐标：
1. 黑格尔辩证法的唯物主义反转；
2. 阶级斗争的伦理原则的历史性（英语：Historicity_(philosophy)）；
3. 物理学（亥姆霍兹）、生物学（达尔文）和政治经济学（马克思）中 "进化规律 "的趋同。

因此，列宁在哲学上处于历史主义马克思主义拉布里奥拉和决定论马克思主义之间--一个接近于 "社会达尔文主义"（考茨基）的政治立场。此外，晚期的物理学发现（X射线、电子），以及量子力学的诞生，在哲学上挑战了以前的物质概念和唯物主义，因此物质似乎正在消失。列宁却不这么认为：
”物质消失“意味着我们迄今为止认识物质的限度消失了，我们的知识正在深入；物质的属性正在消失，这些属性以前似乎是绝对的、不可改变的和主要的，现在被揭示为相对的，只具有物质的某些状态的特征。因为物质的唯一 "属性"，与哲学唯物主义的认识相联系的，是作为客观现实的属性，是存在于心灵之外的属性。
列宁正在发展恩格斯的工作，恩格斯曾称：“甚至随自然科学领域中每一个划时代的发展，唯物主义也必然要改变自己的形式”。列宁的挑战之一是将作为一种可行的哲学观的唯物主义与“大脑分泌思想就像肝脏分泌胆汁一样”（归功于18世纪的医生皮埃尔·让·乔治·卡巴尼斯）、“形而上学的唯物主义”（物质由不可改变的粒子组成）和19世纪的“机械唯物主义”（物质作为随机分子按照力学规律相互作用）中所表达的 “庸俗的唯物主义”相区别。列宁（和恩格斯）提出的哲学解决方案是“辩证唯物主义”，其中物质被定义为客观现实，在理论上与科学中出现的（新）发展相一致。
列宁重新评估了费尔巴哈的哲学，认为它与辩证唯物主义是一致的。

## 托洛茨基的贡献
1930年代，托洛茨基在一次演讲中称：
科学技术的任务，是使物质、空间、时间都能被人掌控。而空间、时间、物质是密不可分的。诚然，你可以在某些唯心主义书籍（不是教士性质的，而是哲学性质的）中，读到声称时间、空间是意识的范畴，只是我们意识的结果，在现实中没有任何东西与之对应的论据。但这种主张是令人难以苟同的。任何一个唯心主义哲学家，如果没有及时赶上晚上九点的火车，而是晚到两分钟，他就会看到离去火车的车尾，就会被自己的眼睛说服。时间、空间、物质现实是不可分割的。我们的任务就是缩小这种空间，克服这种空间，节约时间，延长人的生命，把生命提高到更高层次并丰富生命。这就是和空间、时间做斗争的原因。以物质为主体基础并进行斗争，不仅构成一切真实事物的基础，还构成了一切想象的基础。……每一门科学都是知识的积累，它的基础是与物质及其特性有关的经验，是关于如何使物质服从于人的利益和需要的普遍理解。

## 卢卡奇的贡献
卢卡奇·格奥尔格在短暂的匈牙利苏维埃共和国库恩·贝洛政府（1919年）担任文化部长时，出版了《历史与阶级意识》（1923年）一书，他在其中将辩证唯物主义定义为整个社会的知识，这种知识本身就是无产阶级的阶级意识。在第一章《什么是正统的马克思主义？》中，卢卡奇将正统性定义为对“马克思主义方法”的忠诚，而不是对“教条”的忠诚：
因此，正统马克思主义并不意味着不加批判地接受马克思调查的结果。它不是对这个或那个理论的 "信仰"，也不是对一本 "神圣 "书籍的注释。相反，正统主义仅仅指的是方法的正统性。它是一种科学信念，即辩证唯物主义是通向真理的道路，它的方法只能沿着其创始人规定的路线发展、扩大和深化。(§1)
在他后来的作品和行动中，卢卡奇成为民主马克思主义的领袖。他修改了1923年作品中的许多提法，并继续发展马克思主义本体论，在1956年和1960年代匈牙利的民主运动中发挥了积极作用。他和他的同事们对苏联的辩证唯物主义的提法提出了尖锐的批评，这种提法被输出到苏联控制下的那些国家。在20世纪60年代，他的同事们被称为布达佩斯学派。

卢卡奇在对修正主义的哲学批评中，提出了对马克思主义方法的思想回归。路易·皮埃尔·阿尔都塞也是如此，他后来将马克思主义和精神分析学定义为 "冲突的科学"，指出政治派别和修正主义是马克思主义哲学和政治实践中固有的，因为辩证唯物主义是阶级斗争的哲学产物：
因此，正统的马克思主义的任务，它对修正主义和空想社会主义的胜利，永远不可能意味着一劳永逸地打败错误的倾向。这是与资产阶级意识形态对无产阶级思想的阴险影响进行的一场不断的斗争。马克思主义的正统观念不是传统的守护者，它是永远警惕的预言家，宣布眼前的任务与历史进程的整体之间的关系。(§5)

......辩证唯物主义的前提是，我们得记得：“不是人的意识决定了他们的存在，相反，是他们的社会存在决定了他们的意识。”...... 只有当存在的核心被揭示为一个社会过程时，存在才能被视为人类活动的产物，尽管是迄今为止无意识的产物。(§5)
在哲学上与马克思一致的是对个人主义、资产阶级主体哲学的批判，这种哲学建立在自愿和有意识的主体之上。反对上述意识形态的是社会关系的首要地位。存在--因此是世界--是人类活动的产物，但这只有通过接受社会过程对个人意识的首要地位才能看到。这种类型的意识是意识形态神秘化的一种效果。
在第三国际第五次代表大会（1924年7月）上，格里戈里·季诺维也夫正式谴责了卢卡奇对正统马克思主义的异端定义，认为其完全来自于对 "马克思主义方法 "的忠诚，而不是共产党的教条；并谴责了德国马克思主义理论家卡尔·科尔施的哲学发展。

## 斯大林的贡献
20世纪30年代，斯大林和他的同志们制定了一个苏联版本的对马克思主义的辩证唯物主义和历史唯物主义的官方解释。它被编入斯大林的作品《论辩证唯物主义和历史唯物主义》（1938年）中，并在苏联和整个东欧集团的义务教育教科书中得到推广。这一本书与其说是马克思辩证法的拓展更合乎是苏联官方马克思主义的立场。辩证法中矛盾的合题指向了解决方案，而苏联就是这个解方的先验结果。

## 毛泽东的贡献
在《矛盾论》（1937年）中，毛泽东概述了一个版本的辩证唯物主义，将恩格斯的三个辩证法主要定律中的其中一个，即“量变到质变”归入为第一定律“对立统一和相互渗透”的子定律。在后来的著作中，他否定了“否定之否定”这条定律。
而就其结果而言，毛泽东也只是把辩证法用在对事物的先验上，认同所有事物的量变到质变的不断冲突，而不在马克思辩证法意义上的辩证唯物主义去探讨事物的生产关系。这一点与毛泽东在发表矛盾论之前他所经历的中共历史有关系，并结合对当时王明派系的对抗阐述他本身契合斯大林唯物辩证法的观点。

## 作为科学和其他领域的启发式方法
科学史家洛伦-格雷厄姆详细介绍了辩证唯物主义在苏联整个自然科学和社会科学学科中发挥的作用。他的结论是，尽管在遗传学上有李森科时期，而且政治当局对自由探索施加了限制，但辩证唯物主义对许多苏联科学家的工作产生了积极影响。

一些演化生物学家，如理查德·陆文顿和史蒂芬·古尔德，曾试图在他们的方法中采用辩证唯物主义。他们认为辩证法在他们的工作中起到了预防性启发的作用。从陆文顿的角度来看，我们得到这样的想法：
辩证唯物主义不是，也从来不是，解决特定物理问题的纲领性方法。相反，辩证分析提供了一个概述和一套警告标志，以防止特定形式的教条主义和狭隘的思想。它告诉我们："记住，历史可能会留下重要的痕迹。记住存在和成为是自然的双重方面。记住条件会改变，启动某些过程的必要条件可能会被过程本身所破坏。记住要注意时间和空间中的真实对象，不要在完全理想化的抽象中失去它们。记住，当现象被孤立时，背景和互动的质量效应可能会丢失"。最重要的是，"记住所有其他注意事项只是提醒和警告标志，其对现实世界不同情况的适用是偶然的"。
古尔德对辩证唯物主义的启发式作用也有类似的看法。他写道：
......西方学者应该更认真地对待辩证性思维，而不是因为第二世界的一些国家构建了一个纸板版本作为官方政治学说而被抛弃。

......当作为变革哲学的指导方针，而不是作为教条式的戒律，辩证法的三个经典定律体现了一种整体观，即把变革看作是完整系统中各组成部分之间的互动，并且不把各组成部分本身看作是先验的实体，而是看作是系统的产品和输入。因此，"相互渗透的对立面 "法则记录了各组成部分不可分割的相互依存关系："量变到质变 "捍卫了基于系统的变化观点，将增量输入转化为状态的改变，而 "否定之否定 "描述了赋予历史的方向，因为复杂系统不能完全恢复到以前的状态。
这种启发式方法也被应用于古尔德和尼尔斯·艾崔奇提出的间断平衡理论。他们写道："历史，正如黑格尔所说，是在否定的螺旋中向上发展的"，"间断平衡是地质年代中物种进化和部署过程中不连续的变化节奏的模型"。他们指出，"量变到质变的规律......应当被认为，当一个稳定的系统长期抵制的数量变化的缓慢积累，最终迫使它从一种状态迅速进入另一种状态时，一种新的质量就会跃然出现"，这种现象在一些学科中被描述为范式转换。除了通常引用的水随着温度升高而变成蒸汽的例子外，古尔德和埃尔德里奇注意到了信息论中的另一个类比，"它的行话是平衡、稳定状态和由负反馈维持的平衡状态"，以及 "由正反馈发生的极快转变"。
因此，陆文顿、古尔德和艾崔奇对辩证唯物主义更感兴趣，认为它是一种启发式方法，而不是一种教条式的“真理”或他们的政治声明。然而，他们发现批评家们已经准备好“抓住”关键声明，并将间断性平衡以及与之相关的活动，如公共展览，描绘成“马克思主义的阴谋”。
共产党对马克思主义的官方解释，即辩证唯物主义，符合亚历山大·伊万诺维奇·奥巴林对生命起源的研究，即 "流动、交换、辩证的统一"。奥帕林与李森科的关系使这一概念得到了进一步加强。

## 哲学评价
李约瑟（Joseph Needham）是一位有影响力的科学史学家，也是一位基督教徒，但他是辩证唯物主义的信徒，他建议一个更合适的术语可能是“辩证有机论”。哲学家艾伦-伍德认为，作为苏联官方哲学的形式，辩证唯物主义注定是肤浅的，因为“创造性或批判性思维”在权威主义的环境中是不可能的。不过，他认为辩证唯物主义的基本目标和原则与理性科学思想是一致的。
经济学家和哲学家路德维希·冯·米塞斯写了一篇对马克思主义唯物主义的批判，他将其作为1957年作品《理论与历史：对社会和经济演变的解释》的一部分发表。阿克顿（H. B. Acton）将这一意识形态描述为“一个哲学上的闹剧”。马克斯·伊斯特曼认为，辩证唯物主义缺乏心理学基础。